# Dendrocereus
A Dendrocereus nemzetségbe nagy termetű, fa formájú kaktuszok tartoznak.

## Jellemzői
Fatermetű növények, számos vaskos hajtásuk felegyenesedő vagy csüngő, 3-5 bordára tagoltak, többé-kevésbé tövisezettek, éjjel nyíló virágaik nagyméretűek, fehérek. Sötétzöld termésük kemény, a növényről lehullva erős illatot árasztanak.

## Elterjedésük
Kuba, Dominika, Haiti.

## Rokonsági viszonyok és fajok
Bár korábban több munkacsoport is beillesztette a Dendrocereus-fajokat az Acanthocereus nemzetségbe (Bradleya 8:89’ [1990]), Hunt D.R.  külön nemzetségnek ismerte el; mindazonáltal a mai napig nincs molekuláris adatokkal alátámasztva a két nemzetség rokonsági foka. Két fajukat írták le:
- Dendrocereus nudiflorus (Wright) Britton & Rose in Cactaceae 2:113’ (1920)
- Dendrocereus undulosus (A. de Candolle) Britton & Rose in J. N.Y. Botanical Garden 26:220’ (1925)

Britton és Rose szerint a Dendrocereus undulosus hosszabb és karcsúbb virágokkal rendelkezik, mint a Dendrocereus nudiflorus, azonban a különbség nem tűnik szignifikánsnak, mindazonáltal még nincsenek molekuláris adatok a két taxon különbségét illetően.